# Bałanowo
Bałanowo (bułg. Баланово) – wieś w Bułgarii, w obwodzie Kiustendił, w gminie Dupnica. Według danych szacunkowych Ujednoliconego Systemu Ewidencji Ludności oraz Usług Administracyjnych dla Ludności, 15 września 2022 roku miejscowość liczyła 417 mieszkańców.

## Osoby związane z miejscowością

### Urodzeni
- Weliczko Chadżiangełow (1827–1912) – kmet Dupnicy
- Borisław Kjosew (1961) – bułgarski siatkarz